# Marguerite Leféron
Marguerite Leferon, född Galart, var en åtalad i den berömda Giftmordsaffären.

## Biografi
Hon tillhörde Paris högre borgarklass och var sedan 1654 gift med domare Jerome Leferon. 
Marguerite Leferon var missnöjd med sin makes impotens och ville gifta sig med sin älskare, en man vid namn De Prade. Hon var en regelbunden kund till La Voisin, som försåg henne med afrodisiakum för att få De Prade förälskad i sig, och sedan med gift, som hon använde för att mörda maken. 
Marguerite Leferon blev änka 8 september 1669 och gifte sig sedan i hemlighet om sig med De Prade. De Prade visade sig dock vara en lycksökare som endast ville ha hennes pengar, och hon bestämde sig för att mörda även honom, något som dock förhindrades genom hans flykt. 

### Giftmordsaffären
Leferon utpekades av La Voisin som kund 20 mars 1679 och arresterades 9 april och ställdes inför rätta åtalade för mordet på sin man. Åtalet mot Leferon var övertygande med 14 vittnen till hennes skuld. La Voisin uppgav att Leferon hade besökt henne med en önskan om att köpa gift för att mörda sin make med. Voisin läste Leferons hand och sade sig kunna förutspå dennas makes död. 
Voisin uppgav 12 september att Leferon hade fått köpa ett harmlöst preparat från henne. Giftet ska ha blandats av Magdelaine de La Grange och levererats till Leferon av Catherine Leroux. Leferon hade efter sin makes död besökt henne och gett sina sorgkläder till henne med en lyckönskan om att Voisins egen make, som Voisin gärna ville skulle dö, skulle avlida. La Voisin och Leferon konfronterades i fängelset, och den senare förnekade då anklagelserna. 
Leferon uppgav att hon hade erbjudits gift av Voisin, men att hon hade avböjts eftersom maken vid samma tidpunkt var döende av naturliga orsaker i vilket fall som helst. Den 7 april 1680 dömdes Marguerite Leferon till nio års förvisning från huvudstaden och böter på 1500 livres.

### Efterspel
Fallet mot Leferon och Françoise de Dreux uppmärksammades för att de tillsammans med Marguerite de Poulaillon var de första personer med tillhörighet i överklassen som indrogs i affären, och de lätta domarna mot dem trots deras skuld framstod som en skandal som skadade domstolens legitimitet, särskilt när det blev tydligt att domarna lät sig påverkas av klasstillhörighet, eftersom personer i samma process, som inte tillhörde överklassen, blev avrättade för samma brott. 
En jämförande dom var den mot Madame Philbert, som 1673 med hjälp av gift från Marie Bosse hade mördat sin förste make, hantverkare Brunet, för att kunna gifta om sig med sin älskare och dotters trolovade, hovflöjtisten Philippe Rebille Philbert: hennes brott var identiskt med Leferons, men till skillnad från denna dömdes hon till att få sin högra hand avhuggas och hängas.